# Medaille van Verdienste (Mecklenburg-Schwerin)
De Medailles van Verdienste van het groothertogdom Mecklenburg-Schwerin bestonden naast de orden en kruisen van verdienste van dit groothertogdom. De medailles droegen allen het portret van de regerende groothertog op de boorzijde en het ronde wapenschild van Mecklenburg-Schwerin met daarboven een beugelkroon, op de keerzijde.
De medailles waren minder in aanzien dan de twee ridderorden van de Mecklenburgse groothertogen, de Huisorde van de Wendische Kroon en de Orde van de Griffioen. Ook de twee aan de Huisorde verbonden Kruisen van Verdienste (in Goud en in Zilver) waren protocollair meer in aanzien. De fraaie zilveren medailles met de speciale siergesp, in het Duits Silberne Medaille Friedrich Franz III mit der Zieröse geheten, zijn exclusiever dan de andere Mecklenburg-Schweriner medailles.
Men droeg de medailles aan een lint om de hals of op de linkerborst. In de literatuur is sprake van blauwe linten en purperen linten met een geel-blauwe bies. De linten werden op verschillende wijze opgemaakt of gevouwen.
In de faleristiek worden zeven medailles onderscheiden.
- De Gouden Medaille van Verdienste Hertog Frederik Frans (Duits: Goldene Verdienstmedaille Herzog Friedrich-Franz) (1798-1815)
- De Zilveren Medaille van Verdienste Groothertog Frederik Frans (Duits: Silberne Verdienstmedaille Großherzog Friedrich-Franz) (1798-1815)
- De Gouden Medaille van Verdienste Groothertog Frederik Frans (1815-1872), deze medaille werd aan een lint om de hals gedragen.
- De Zilveren Medaille van Verdienste Groothertog Frederik Frans (1815-1872)
- De Bronzen Medaille van Verdienste Groothertog Frederik Frans (1815-1872)

De medailles droegen toen de groothertog ouder werd aangepaste portretten. Tot 1859 had hertog Frederik Frans II van Mecklenburg-Schwerin bakkebaarden en een snor, in 1872 werd hij met een baard afgebeeld en na 1872 waren er gouden, zilveren en bronzen medailles met het portret van Frederik Frans II als oude man. De beeldenaren van de gouden medailles werden na 1872 tot 1883 gebruikt
- De Zilveren Medaille van Verdienste van Frederik Frans III van Mecklenburg-Schwerin voor Burgers (1885-1918)
- De Bronzen Medaille van Verdienste van Frederik Frans IV van Mecklenburg-Schwerin voor Burgers (1897-1918)

Deze medaille werd zoals de anderen aan de Berlijnse Munt geslagen. De stempelsnijder was O. Schulz die de medaille ook signeerde. De diameter van de ronde medaille is 29 millimeter en het gewicht is 10 gram. Op de voorzijde staat het portret van een jonge Friedrich Franz IV met het rondschrift "FRIEDRICH FRANZ GROSSHERZOG V. MECKLENBURG SCHWERIN" in opgehoogde letters. Op de keerzijde staat een rond wapenschild met zeven kwartieren en een beugelkroon onder de wapenspreuk van Mecklenburg-Schwerin, hier als rondschrift "PER ASPERA AD ASTRA " in opgehoogde letters.
Een voor burgers bestemde zilveren medaille met een fraai versierde, onbewegelijk met de medaille van Frederik Frans IV verbonden ring wordt in de literatuur als een aparte onderscheiding beschreven. Deze twee medailles werden aan een hemelsblauw lint gedragen. Ook de bronzen medaille van Friedrich-Franz IV werd tussen 1897 en 1918 aan een hemelsblauw lint gedragen.
De medailles werden op rokkostuums in een kleinere versie, als miniatuur aan een lintje of kettinkje gedragen. Op een geklede jas werd in het zeer op onderscheidingen gestelde Duitsland van de 19e en vroege 20e eeuw een miniatuur of een kleine knoopsgatversiering op de revers gedragen. 
Militairen hadden verschillende draagwijzen die in de militaire reglementen precies werden beschreven. Soms droeg men alleen het lint zonder de medaille, soms het modelversiersel, soms de medaille aan een klein rond karton gevouwen rechthoekig stukje lint en - vooral in de 20e eeuw - de modernere baton, die in Duitsland rechthoekig is.

## Literatuur

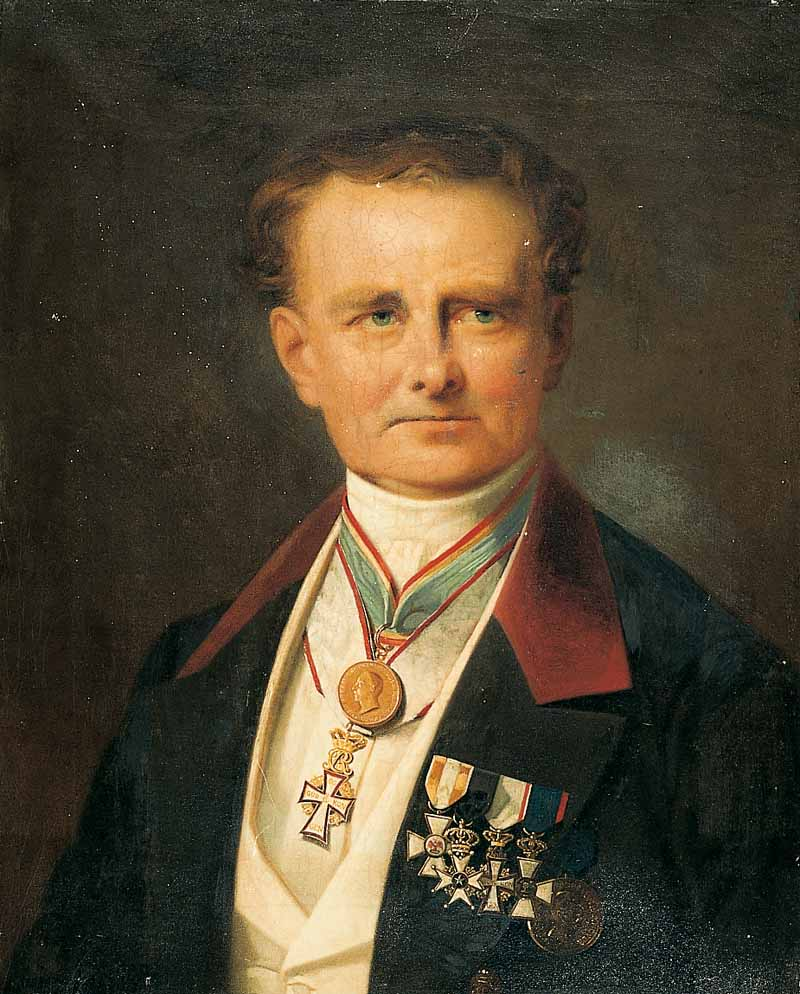
De Deen Georg Christian Friedrich Lisch met om de hals de Medaille van Verdienste aan het lint van de Mecklenburgse Orde van de Wendenkroon